# Velika nagrada Italije 1934
Velika nagrada Italije 1934 je bila peta neprvenstvena dirka Grandes Épreuves v sezoni 1934. Odvijala se je 9. septembra 1934 na dirkališču Autodromo Nazionale Monza.

## Poročilo

### Pred dirko
Zaradi treh smrtnih nesreč na dirki za Veliko nagrado Monze v prejšnji sezoni 1933, so oraginizatorji dirke kar malo pretiravali s skrajšanjem steze iz 10 na 4,3 km in postavitvijo več šikan. Manfred von Brauchitsch ni prišel na dirko, saj so zdravniki ugotovili, da bolečine v očeh, ki jih je imel po nesreči na dirki za Veliko nagrado Nemčije, povzroča počena lobanja. Zato so ga poslali nazaj v bolnišnico za deset tednov na strogi počitek, dirk ni smel poslušati niti po radiu. Tazio Nuvolari je nastopil z novim dirkalnikom Maserati 6C-34, ki je bil zelo težak. Tako so morali za izpolnjevanje pravila o maksimalni masi dirkalnika iz njega iztočiti vse tekočine, celo zavorno tekočino. Po prostem treningu so dirkalnik Luigija Fagiolija prepeljali v Milano, kjer ga je preizkusil Hermann Lang.

### Dirka
Pred štartom dirke so dirkalniki in dirkači počasi peljali mimo glavne tribune in dvigali roke v fašistični pozdrav. Na štartu je vodstvo prevzel Hans Stuck, sledili so mu Fagioli, Achille Varzi in Rudolf Caracciola. Dirkača Mercedes-Benza, Ernst Henne in Fagioli, sta se že kmalu znanšla v težavah z dirkalnikom. prvi je odstopil že v drugem krogu. Caracciola se je prebil na drugo mesto, vodilne pa je ujel tudi Nuvolari, ki se je boril z Varzijem, toda kmalu se je znašel v težavah z zavorami, ker zavorna tekočina ni bila pravilno natočena. Po desetih krogih je imel Stuck dvajset sekund prednosti pred Caracciolo in še šest pred zu Leiningenom in Mombergerjem. 
Po dvajsetih krogih se je Caracciola približal vodilnemu Nemcu na trinajst sekund, v naslednjih desetih krogih pa še za tri. Toda v petintridesetem krogu je razlika zopet narasla na petintrideset sekund, ker je imel Mercedesov dirkač težave z nogo, ki pa mu jo je nekako uspelo ponovno zmanjšati na dvanajst krogov. V štiriinpetdesetem krogu je odstopil zu Leiningen, pet krogov kasneje pa je na postanek v bokse zavil vodilni Stuck in dirkalnik je prevzel zu Leiningen, ker je imel Stuck rahlo opečene noge in je potreboval zdravniško pomoč. Zaradi novih šikan je moral dirkač med dirko odpeljati kar 1600 ovinkov, dirka pa je trajala skoraj pet ur, kar se je najbolj poznalo na menjalnikih in zavorah. Caracciola je po postanku Stucka prevzel vodstvo, toda zaradi stalnega prestavljanja in zaviranja ga je močno bolel lani poškodovani kolk. V naslednjem krogu je zapeljal v bokse na postanek, dirkalnik je prevzel njegov moštveni kolega in največji rival Luigi Fagioli, Caracciolo pa so morali dvigniti iz dirkalnika. 
Gianfranco Comotti je dirkalnik ob postanku predal Attiliu Marinoniju, Comotti pa je kasneje prevzel dirkalnik Carla Feliceja Trossija. Po desetih krogih počitka je svoj dirkalnik ponovno prevzel Stuck in se poskušal iz četrtega mesta prebiti viške. Fagioli, ki je vso drugo polovico dirke vodil, je osvojil svojo drugo zmago za Mercedes-Benz, Varzi je dirkal dobro in se prebil na drugo mesto, toda v 97-em krogu odstopil zaradi odpovedi menjalnika, tako je na drugo mesto prišel Stuck, ki pa je že za krog za Fagiolijem. Comotti je bil tretji, Nuvolari, ki so mu zavore odpovedale in je zaviral le z menjalnikom, je bil vseeno četrti. 

### Po dirki
Hans Rüesch je bil po dirki diskvalificiran, ker mu je, ko je ostal brez goriva, nekdo prinesel kanto z gorivom izven boksov, kjer bi bilo to dovoljeno. 

## Rezultati

### Dirka
| Poz | Št | Dirkač                                 | Moštvo                     | Dirkalnik         | Krogi | Čas/Odstop    | Št. m. |
| --- | -- | -------------------------------------- | -------------------------- | ----------------- | ----- | ------------- | ------ |
| 1   | 2  | Rudolf Caracciola Luigi Fagioli        | Daimler-Benz AG            | Mercedes-Benz W25 | 166   | 4:45,47       | 1      |
| 2   | 10 | Hans Stuck Hermann zu Leiningen        | Auto Union AG              | Auto Union A      | 165   | +1 krog       | 5      |
| 3   | 14 | Carlo Felice Trossi Gianfranco Comotti | Scuderia Ferrari           | Alfa Romeo P3     | 164   | +2 kroga      | 7      |
| 4   | 8  | Tazio Nuvolari                         | Officine Alfieri Maserati  | Maserati 6C-34    | 163   | +3 krogi      | 4      |
| 5   | 30 | Gianfranco Comotti Attilio Marinoni    | Scuderia Ferrari           | Alfa Romeo P3     | 163   | +3 krogi      | 15     |
| 6   | 24 | Louis Chiron                           | Scuderia Ferrari           | Alfa Romeo P3     | 162   | +4 krogi      | 12     |
| 7   | 20 | August Momberger Wilhelm Sebastian     | Auto Union AG              | Auto Union A      | 162   | +4 krogi      | 10     |
| 8   | 26 | Whitney Straight                       | Whitney Straight Ltd.      | Maserati 8CM      | 162   | +4 krogi      | 13     |
| 9   | 16 | Earl Howe                              | Privatnik                  | Bugatti T51       | 154   | +12 krogov    | 8      |
| DSQ | 32 | Hans Rüesch                            | Privatnik                  | Maserati 8CM      | 155   | Zunanja pomoč | 16     |
| Ods | 4  | Achille Varzi Mario Tadini             | Scuderia Ferrari           | Alfa Romeo P3     | 97    | Menjalnik     | 2      |
| Ods | 18 | Goffredo Zehender                      | Privatnik                  | Maserati 8CM      | 54    | Zavore        | 9      |
| Ods | 28 | Hermann zu Leiningen                   | Auto Union AG              | Auto Union A      | 54    | Brez goriva   | 14     |
| Ods | 12 | Luigi Fagioli                          | Daimler-Benz AG            | Mercedes-Benz W25 | 13    | Motor         | 6      |
| Ods | 22 | Ernst Henne                            | Daimler-Benz AG            | Mercedes-Benz W25 | 2     | Motor         | 11     |
| DNS | 6  | Antonio Brivio                         | Automobiles Ettore Bugatti | Bugatti T59       |       | Motor         | 3      |